# Степович, Андроник Иоанникиевич
Андроник Иоанникиевич  (Дудка-Степович) Степович (1856—1935) — российский публицист, педагог и славяновед.

## Биография
Андроник Иоанникиевич Степович родился в 1856 году в Полтавской губернии Российской империи.
В 1875 году окончил Коллегию Павла Галагана, а затем курс в Киевском университете по историко-филологическому факультету, состоял директором коллегии Павла Галагана в Киеве и приват-доцентом Киевского университета по кафедре славяноведения.
А. И. Степович редактировал «Ежегодник Коллегии Павла Галагана» (вышло с 1894 г. 5 вып.); см. книгу «25-летие коллегии Павла Галагана», Киев, 1896, а также «Библиографический указатель материалов по истории русской школы» (№ 1—5, СПб., 1899).
Андроник Иоанникиевич Степович сделал несколько переводов и написал ряд статей по истории славян в разных периодических изданиях и в «Энциклопедическом словаре Брокгауза и Ефрона». Публиковался в журнале А. А. Хованского «Филологические записки».